# سانتا کاتارینا (دماغه سبز)
سانتا کاتارینا (پرتغالی: Santa Catarina) یک منطقهٔ مسکونی در دماغه سبز است که در جزایر سوتاونتو واقع شده‌است.

## خواهرخوانده
شهر هارتسهایم آم ماین خواهرخواندهٔ سانتا کاتارینا هست.